# Jackowo-Zamostne
Jackowo-Zamostne (biał. Яцкава-Замосныя; ros. Яцково-Замостные) – wieś na Białorusi, w obwodzie mińskim, w rejonie wołożyńskim, w sielsowiecie Wołożyn, na skraju Puszczy Nalibockiej.
W dwudziestoleciu międzywojennym leżało w Polsce, w województwie nowogródzkim, w powiecie wołożyńskim. 